# 潘琪 (1917年)

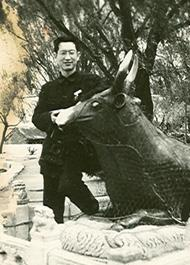
潘乃斌在颐和园

潘琪（1917年—1990年），原名潘乃斌，笔名罗先河，江苏南汇县惠南镇红光村（今属上海市）人，生于1917年10月8日。中华人民共和国政治人物。1935年考入国立武汉大学经济系，12月在武大校园组织一二·九学生运动。1953年3月，任交通部党组成员、交通部公路总局局长、分党组书记。1954年6月任交通部副部长，分管公路。1964年任第六机械工业部副部长，1975年任交通部副部长，1982年任交通部顾问。1990年2月10日，于北京病故。